# جولیان نیکلسون
جولیان نیکلسون (انگلیسی: Julianne Nicholson؛ زادهٔ ۱ ژوئیهٔ ۱۹۷۱) یک هنرپیشه اهل ایالات متحده آمریکا است. وی از سال ۱۹۹۷ میلادی تاکنون مشغول فعالیت بوده‌است.

## گزیدهٔ فیلم‌شناسی

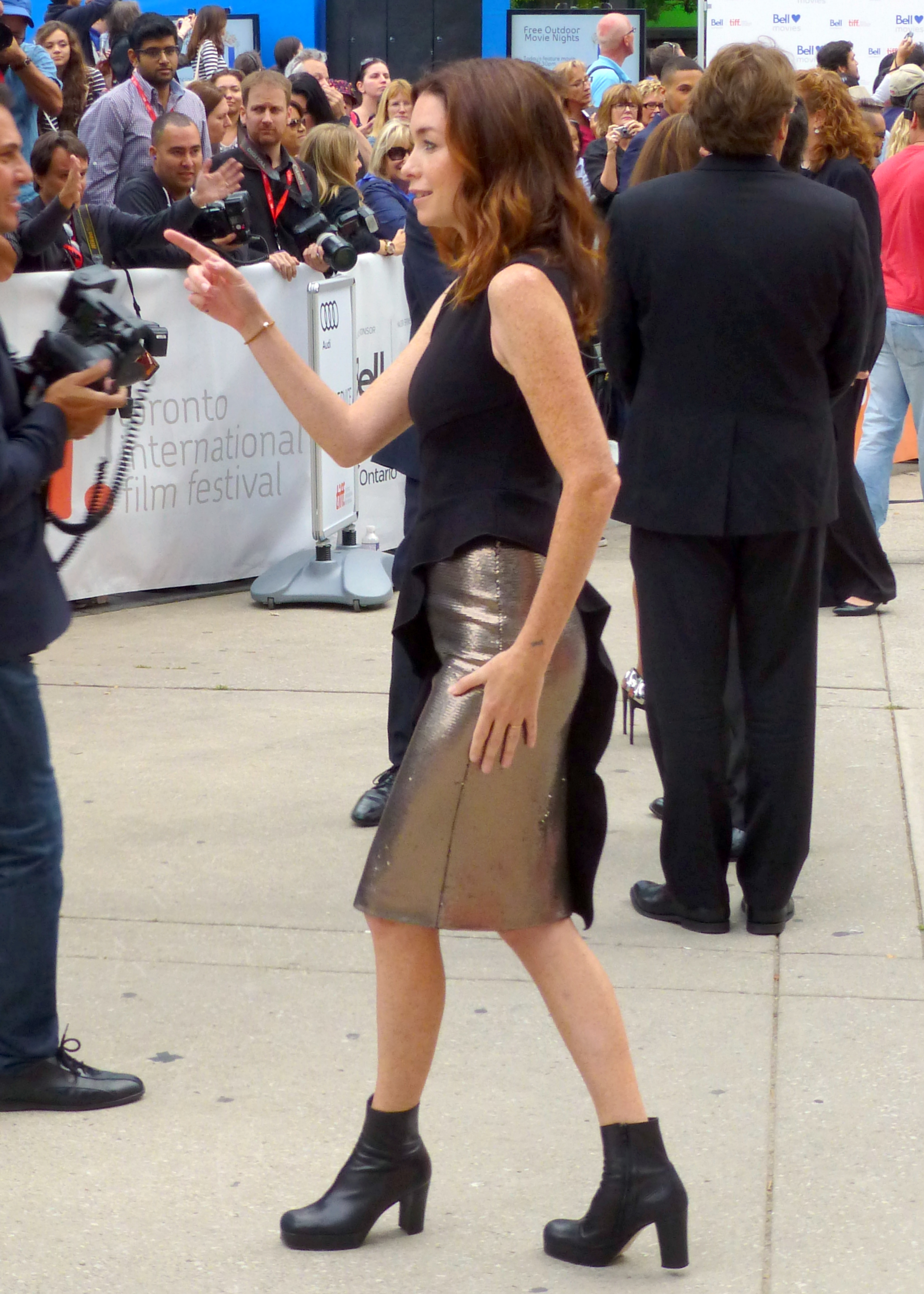

از فیلم‌ها یا برنامه‌های تلویزیونی که وی در آن نقش داشته‌است می‌توان به آثار زیر اشاره کرد.
- یک چیز واقعی (فیلم) (۱۹۹۸)
- نامه عاشقانه (فیلم ۱۹۹۹) (۱۹۹۹)
- تالی (۲۰۰۰)
- شور ذهن (۲۰۰۰)
- کینزی (فیلم) (۲۰۰۴)
- استیتن آیلند (فیلم) (۲۰۰۹)
- آگوست: اوسیج کانتی (فیلم) (۲۰۱۳)
- عشاء ربانی سیاه (۲۰۱۵)
- شاگردی (۲۰۱۷)
- من تونیا هستم (۲۰۱۷)
- الی مک‌بل (۲۰۰۱–۲۰۰۲)
- بخش فوریت‌های پزشکی (مجموعه تلویزیونی) (۲۰۰۴)
- امپراتوری بوردواک (۲۰۱۱–۲۰۱۳)
- همسر خوب (۲۰۱۲)
- امور پنهانی (۲۰۱۲)
- کارشناسان سکس (مجموعه تلویزیونی) (۲۰۱۳–۲۰۱۴)
- شاهد (مجموعه تلویزیونی آمریکایی) (۲۰۱۶)
- بیگانه (مینی‌سریال) (۲۰۲۰)
- نظم و قانون: قصد جنایی